# En timme för sent
En timme för sent, text och musik av Lasse Holm, är en poplåt som 1986 framfördes av Kikki Danielsson på hennes album "Papaya Coconut". Melodin testades på Svensktoppen, där den sammanlagt låg i nio veckor under perioden 30 november 1986-1 februari 1987 och som bäst placerade sig på tredje plats.
Lasse Stefanz spelade 2006 in låten på sitt album "Pickup-56". 2007 spelade Anne Nørdsti in sången på sitt album "Livli' på låven", som "En time for sent" med en text på norska hon skrivit själv. 

### Fotnoter
1. ↑  Information i Svensk mediedatabas.
2. ↑  Svensktoppen - 1986
3. ↑  Svensktoppen - 1987
4. ↑  Information i Svensk mediedatabas. (läst 20 april 2011)
5. ↑  ”Dansbandsbloggen”. 24 november 2007. Arkiverad från originalet den 18 augusti 2010. https://web.archive.org/web/20100818100945/http://www.dansbandsbloggen.se/2007/11/s-hr-ser-anne-nordstis-nya-platta-ut.html. Läst 22 april 2011.